# Ahista Ahista
Ahista Ahista (hindi: आहिस्ता आहिस्ता, urdu: آہستہ آہستہ, inny tytuł Ahista Ahista – Krok po kroku) – bollywoodzki dramat obyczajowy wyreżyserowany w 2006 r. przez debiutanta Shivam Naira. W rolach głównych młodzi aktorzy indyjscy Soha Ali Khan, Shayan Munshi i Abhay Deol. Ahista Ahista to dramat o roli przypadku w naszym życiu, o pomocy, z której wyrasta miłość, o smutku, braku wzajemności.

## Fabuła
Delhi. Zgiełk wielkiego miasta. Ciasnota uliczki, na której sprzedawczyni zachwala swoje kwiaty, trębacz służy swoją muzyką świeżo poślubionym parom, a młody mężczyzna Ankush (Abhay Deol) zarabia na życie pobierając 200 rupii opłaty za bycie świadkiem małżeństw zawieranych w urzędzie stanu cywilnego. Zdawkowość tych ślubów bez oprawy radości licznej rodziny. Ludzie, którzy żyją z tego, że dodają im szybko trochę blasku uśmiechem opłaconego świadka, muzyką trąbki, kwiatami ze straganu.
Pewnego dnia Ankush dostrzegłszy kolejną pannę młodą podbiega do niej proponując jej swoje usługi świadka. Dziewczyna czeka na narzeczonego. Mija cały dzień. Ankush złożył swój podpis na wielu aktach ślubnych, wielokrotnie wypłacono mu 200 rupii, a dziewczyna wciąż czeka naprzeciwko urzędu patrząc na kolejne poślubione pary. Coraz smutniejsza, milcząca, zgaszona, absurdalna w swoim ślubnym stroju. Nadchodzi wieczór i Ankush zdawkowo dopytuje się o jej sytuację. Czuje się zmuszony zaopiekować się nieznającą nikogo w Delhi dziewczyną. Obca osoba, na której chciał tylko zarobić, przestaje być kimś anonimowym. Jest już coraz bliższą mu dziewczyną o imieniu Megha (Soha Ali Khan). Otoczony niesmacznymi żartami innych mężczyzn troszczy się o nią z szacunkiem i delikatnością organizując jej nocleg i załatwiając pracę w prowadzonym przez księdza domu starców. Bezradna zrozpaczona Megha z czasem okazuje coraz więcej życzliwości Ankushowi. Rośnie w niej sympatia do niego jako jedynego w Delhi przyjaciela, człowieka, który sprawdził się w najtrudniejszej dla niej sytuacji. Ta przyjaźń rodzi nadzieję Ankusha na miłość. Dla Meghy zmienia on swoje życie. Przestaje pracować na ulicy jako płatny świadek ślubów. Dostaje pracę w banku. Awansuje.

## Obsada
- Abhay Deol – Ankush Ramdev
- Soha Ali Khan – Megha Joshi
- Shayan Munshi – Dheeraj Ansaria
- Murad Ali
- Sohrab Ardeshir
- Kamini Khanna
- Shakeel Khan
- Sukhwinder Singh
- Natasha Sinha

## Piosenki śpiewają
Większość piosenek śpiewa kompozytor Himesh Reshammiya
1. "Ahista Ahista"  : Himesh Reshammiya
2. "Allah Kare"  : Himesh Reshammiya
3. "Ishq Ne Tere"  : Kay Kay, Jayesh Gandhi
4. "Tanha Tere Bagair"  : Sunidhi Chauhan, Kay Kay
5. "Aawan Akhiyan Jawan Akhiyan": Himesh Reshammiya, Jayesh Gandhi, Hashim, Aftab
6. "Tum Jo Mile"  : Kunal Ganjawal
7. "Dil Naiyyo Maajne Re": Himesh Reshammiya
8. "Love You Unconditionally" : Himesh Reshammiya